# مزار سید ابوالقاسم
مزار سید ابوالقاسم مربوط به دوره صفوی تا اوایل دوره قاجار است و در شهرستان خوسف، روستای عماری واقع شده و این اثر در تاریخ ۱۰ خرداد ۱۳۸۲ با شمارهٔ ثبت ۸۹۴۷ به‌عنوان یکی از آثار ملی ایران به ثبت رسیده است.